# Vicaría de la Solidaridad
Le Vicaría de la Solidaridad (ou Vicariat de la Solidarité) était une organisation catholique chilienne, défendant les droits de l'homme sous la dictature de Pinochet. Elle succéda en 1976 au Comité Pro Paz (Comité pour la paix). Le Vicariat fut officiellement créé par Paul VI à la demande du cardinal Raúl Silva Henríquez, archevêque de Santiago de 1961 à 1983. Il cessa de fonctionner en 1992, avec la transition chilienne vers la démocratie, étant remplacé par une Fondation du Vicariat de la Solidarité, qui continua à émettre des rapports sur les droits de l'homme au Chili. Son dernier responsable, Sergio Valech, fut plus tard chargé du rapport Valech sur la torture.

## Du Comité Pro Paz au Vicariat
Le Comité Pro Paz avait été créé dès le lendemain du coup d'État du 11 septembre 1973, associant juifs et catholiques dans la lutte contre les violations des droits de l'homme commises par les forces armées chiliennes. La junte de Pinochet contraignit en 1975 le Comité à se dissoudre, menant l'archevêque  Raúl Silva Henríquez à obtenir la création du Vicariat de la Solidarité sous la protection pontificale.
Celui-ci fut institué le 1er janvier 1976, avec l'évêque Cristián Precht Bañados (es) à sa tête. Désormais, si le Vicariat s'était éloigné des autres églises et des communautés juives, il était aussi devenu une institution officielle de l'Église catholique, ce qui la protégeait des menées de Pinochet, lequel revendiquait une certaine idéologie national-catholique. Le Vicariat créa un département d'aide juridique pour les desaparecidos et autres victimes de torture (aboutissant à accumuler des archives de plus de 85 000 documents concernant diverses affaires), ainsi qu'une section d'aide sociale (achats collectifs, repas en commun, etc.).
En 1978 il organisa un Symposium international de défense des droits de l'homme, ce qui lui valut une récompense de l'ONU en décembre 1978. Il convoqua en 1984 les Journées pour la vie en guise de protestation contre la politique mortifère de la dictature, obtenant en 1984 le prix Bruno-Kreisky, en 1986 le Premio Príncipe de Asturias de la Concordia (es) et en 1988 le Premio Internacional Simón Bolívar (es) de l'UNESCO.
En mars 1985, l'un de ses membres, Manuel Parada, communiste et marié à Estela Ortiz, la fille d'un membre du comité central assassiné en 1976 lors de l'opération Calle Conferencia, fut séquestré et assassiné sauvagement lors du Caso Degollados, qui déclencha un scandale public et la démission du général César Mendoza.

## Liste des responsables
| Vicaire                      | Début de fonctions | Fin de fonctions |
| Cristián Precht Bañados (es) | 1er janvier 1976   | 31 mars 1979     |
| Juan de Castro Reyes         | 1er avril 1979     | 4 décembre 1983  |
| Ignacio Gutiérrez            | 5 décembre 1983    | 22 novembre 1984 |
| Santiago Tapia               | 23 novembre 1984   | 4 juin 1987      |
| Sergio Valech Aldunate       | 23 juin 1987       | 27 novembre 1992 |